# Ivy League
Die Ivy League (auch genannt The Ancient Eight (zu Deutsch: Die Alten Acht)) ist im engeren Sinne eine Liga der NCAA Division I im US-amerikanischen Hochschulsport der National Collegiate Athletic Association, die sich aus den meisten Sportmannschaften der acht Elitehochschulen im Nordosten der USA zusammensetzt.
Die Bezeichnung wird im weiteren Sinne außerhalb des Hochschulsports verwendet und bezieht sich auf diese Gruppe von acht privaten Universitäten: Brown, Columbia, Cornell, Dartmouth, Harvard, Princeton, Pennsylvania und Yale. Die acht Ivy-League-Universitäten werden als einige der prestigeträchtigsten Universitäten der Welt angesehen, da sie alle unter den besten 20 Universitäten der USA rangieren und sehr selektive Aufnahmequoten, meist im einstelligen Prozentbereich, haben.

## Ursprung der Bezeichnung

Lage der Ivy-League-Universitäten

Die üblichste Erklärung für den Namen ist, dass das Wort Ivy (Efeu) eine Anspielung auf den Pflanzenbewuchs der Gebäude der vergleichsweise alten Hochschulen sei. Eine andere Vermutung besagt, dass die Liga so heiße, weil zur Ivy League zunächst nur vier Universitäten gehört haben sollen: Die Verwendung des Wortes Ivy soll auf die Ausspracheform der römischen Ziffer IV (4) zurückgehen. Die Liga der Vier war somit die Bezeichnung der Football-Liga von Harvard, Yale, Columbia und Princeton. Brown, Cornell, Dartmouth und Pennsylvania, anfangs Gegner dieser Liga, wurden zu Beginn des 20. Jahrhunderts Teil dieser.
Historisch geht die Bezeichnung auf die Zeit zurück, als sich die acht Hochschulen 1945 in einer Football-Liga namens Ivy Group Agreement zusammenschlossen, in der – anders als sonst im amerikanischen Hochschulbereich üblich – keine Stipendien auf der Grundlage sportlicher Leistungen vergeben wurden. 1954 erfolgte eine Ausdehnung auf nahezu alle Sportwettkämpfe zwischen diesen Hochschulen.

## Mitglieder

Brown University (Brown Bears) In deo speramus („Auf Gott hoffen wir“) Providence, Rhode Island, gegründet 1764
Columbia University (Columbia Lions) In lumine tuo videbimus lumen („In deinem Lichte werden wir das Licht sehen“) New York City, New York, gegründet 1754
Cornell University (Cornell Big Red) I would found an institution where any person can find instruction in any study („Ich wollte eine Institution gründen, an der jede Person jedes Fach studieren kann“) Ithaca, New York, gegründet 1865
Dartmouth College (Dartmouth Big Green) Vox clamantis in deserto („Die Stimme eines Rufers in der Wüste“) Hanover, New Hampshire, gegründet 1769
Harvard University (Harvard Crimson) Veritas („Wahrheit“) Cambridge, Massachusetts, College gegründet 1636, Universität gegründet 1780
University of Pennsylvania (Penn Quakers) Leges sine moribus vanae („Gesetze ohne Moral sind nutzlos“) Philadelphia, Pennsylvania, gegründet 1740
Princeton University (Princeton Tigers) Vet[us] nov[um] testamentum („Altes und Neues Testament“) / Dei sub numine viget („Unter Gottes Macht gedeiht sie“) Princeton, New Jersey, gegründet 1746
Yale University (Yale Bulldogs) (urim v'tumim) / Lux et veritas („Licht und Wahrheit“) New Haven, Connecticut, gegründet 1701

- Brown University
(Brown Bears)
In deo speramus
(„Auf Gott hoffen wir“)
Providence, Rhode Island, gegründet 1764
- Columbia University
(Columbia Lions)
In lumine tuo videbimus lumen
(„In deinem Lichte werden wir das Licht sehen“)
New York City, New York, gegründet 1754
- Cornell University
(Cornell Big Red)
I would found an institution where any person can find instruction in any study
(„Ich wollte eine Institution gründen, an der jede Person jedes Fach studieren kann“)
Ithaca, New York, gegründet 1865
- Dartmouth College
(Dartmouth Big Green)
Vox clamantis in deserto
(„Die Stimme eines Rufers in der Wüste“)
Hanover, New Hampshire, gegründet 1769
- Harvard University
(Harvard Crimson)
Veritas
(„Wahrheit“)
Cambridge, Massachusetts, College gegründet 1636, Universität gegründet 1780
- University of Pennsylvania
(Penn Quakers)
Leges sine moribus vanae
(„Gesetze ohne Moral sind nutzlos“)
Philadelphia, Pennsylvania, gegründet 1740
- Princeton University
(Princeton Tigers)
Vet[us] nov[um] testamentum
(„Altes und Neues Testament“) / Dei sub numine viget
(„Unter Gottes Macht gedeiht sie“)
Princeton, New Jersey, gegründet 1746
- Yale University
(Yale Bulldogs)
אורים ותמים (urim v'tumim) / Lux et veritas
(„Licht und Wahrheit“)
New Haven, Connecticut, gegründet 1701

## Catholic Ivy League
Für sechs führende Universitäten unter der Schirmherrschaft der Katholischen Kirche der USA wird manchmal der Begriff der Catholic Ivy League verwendet. Dazu zählen folgende Institutionen:
- Boston College, Boston
- College of the Holy Cross, Worcester (Massachusetts)
- Fordham University, New York
- Georgetown University, Washington, D.C.
- Notre Dame University, South Bend (Indiana)
- Villanova University, Villanova (Pennsylvania) bei Philadelphia